# Grands Prix automobiles de la saison 1931
Champion d'Europe des pilotes AIACR
 Ferdinando Minoia
1930 1932
La saison de Grands Prix automobiles 1931 est la première saison du Championnat d'Europe des pilotes organisée par l'Association Internationale des Automobile Clubs Reconnus (AIACR). Cette année, le championnat est remporté par le pilote italien Ferdinando Minoia.

## Grands Prix de la saison

### Grands Prix du championnat
| Grand Prix             | Circuit           | Date       | Pilote vainqueur                        | Constructeur vainqueur | Résultats |
| ---------------------- | ----------------- | ---------- | --------------------------------------- | ---------------------- | --------- |
| Grand Prix d'Italie    | Monza             | 24 mai     | Giuseppe Campari Tazio Nuvolari         | Alfa Romeo             | Résultats |
| Grand Prix de l'ACF    | Montlhéry         | 21 juin    | Louis Chiron Achille Varzi              | Bugatti                | Résultats |
| Grand Prix de Belgique | Spa-Francorchamps | 12 juillet | William Grover-Williams Caberto Conelli | Bugatti                | Résultats |

### Autres Grands Prix
| Grand Prix                    | Circuit        | Date         | Pilote vainqueur        | Constructeur vainqueur | Résultats |
| ----------------------------- | -------------- | ------------ | ----------------------- | ---------------------- | --------- |
| Grand Prix d'hiver de Suède   | Rämen          | février      | Karl Ebb                | Mercedes-Benz          | Résultats |
| Grand Prix d'Australie        | Phillip Island | 23 mars      | Carl Junker             | Bugatti                | Résultats |
| Grand Prix de Tunisie         | Carthage       | 29 mars      | Achille Varzi           | Bugatti                | Résultats |
| Circuit d'Esterel Plage       | Saint-Raphaël  | 6 avril      | Philippe Étancelin      | Bugatti                | Résultats |
| Grand Prix de Monaco          | Monaco         | 19 avril     | Louis Chiron            | Bugatti                | Résultats |
| Grand Prix d'Alexandrie       | Alexandrie     | 26 avril     | Achille Varzi           | Bugatti                | Résultats |
| Targa Florio                  | Madonies       | 10 mai       | Tazio Nuvolari          | Alfa Romeo             | Résultats |
| Grand Prix de Picardie        | Péronne        | 10 mai       | « Ivernel »             | Bugatti                | Résultats |
| Grand Prix de Casablanca      | Anfa           | 17 mai       | Stanisław Czaykowski    | Bugatti                | Résultats |
| Grand Prix d'Irlande          | Dublin         | 6 juin       | Norman Black            | MG                     | Résultats |
| Grand Prix de Genève          | Meyrin         | 7 juin       | Marcel Lehoux           | Bugatti                | Résultats |
| Grand Prix de Rome            | Littorio       | 7 juin       | Ernesto Maserati        | Maserati               | Résultats |
| Grand Prix de Lviv            | Lviv           | 7 juin       | Hans Stuck              | Mercedes-Benz          | Résultats |
| Grand Prix de l'Eifel         | Nürburgring    | 7 juin       | Rudolf Caracciola       | Mercedes-Benz          | Résultats |
| Grand Prix de la Marne        | Reims          | 5 juillet    | Marcel Lehoux           | Bugatti                | Résultats |
| Circuit du Vaucluse           | Avignon        | 5 juillet    | Frédéric Toselli        | Bugatti                | Résultats |
| Grand Prix d'Allemagne        | Nürburgring    | 19 juillet   | Rudolf Caracciola       | Mercedes-Benz          | Résultats |
| Grand Prix de Dieppe          | Dieppe         | 26 juillet   | Philippe Étancelin      | Alfa Romeo             | Résultats |
| Coppa Ciano                   | Montenero      | 2 août       | Tazio Nuvolari          | Alfa Romeo             | Résultats |
| Grand Prix de l'Avus          | Avus           | 2 août       | Rudolf Caracciola       | Mercedes-Benz          | Résultats |
| Circuit du Dauphiné           | Grenoble       | 2 août       | Philippe Étancelin      | Alfa Romeo             | Résultats |
| Grand Prix du Comminges       | Saint-Gaudens  | 16 août      | Philippe Étancelin      | Alfa Romeo             | Résultats |
| Coppa Acerbo                  | Pescara        | 16 août      | Giuseppe Campari        | Alfa Romeo             | Résultats |
| Grand Prix de Monza           | Monza          | 6 septembre  | Luigi Fagioli           | Maserati               | Résultats |
| Grand Prix de la Baule        | La Baule       | 13 septembre | William Grover-Williams | Bugatti                | Résultats |
| Grand Prix de Tchécoslovaquie | Masaryk        | 27 septembre | Louis Chiron            | Bugatti                | Résultats |
| Grand Prix de Brignoles       | Brignoles      | 27 septembre | René Dreyfus            | Bugatti                | Résultats |
| Mountain Championship         | Brooklands     | 17 octobre   | Tim Birkin              | Maserati               | Résultats |

## Classement du Championnat d'Europe des pilotes
| Classement | Pilote                  | Châssis             | ITA  | FRA  | BEL  | Points inscrits | Distance parcourue |
| ---------- | ----------------------- | ------------------- | ---- | ---- | ---- | --------------- | ------------------ |
| Champion   | Ferdinando Minoia       | Alfa Romeo          | 2e   | 6e   | 3e   | 9               | 3 935,254 km       |
| 2e         | Giuseppe Campari        | Alfa Romeo          | 1er  | 2e   | Abd. | 9               | 3 368,876 km       |
| 3e         | Albert Divo             | Bugatti             | 3e   | 7e   | Abd. | 12              | 3 410,319 km       |
| 3e         | Guy Bouriat             | Bugatti             | 3e   | 7e   | Abd. | 12              | 3 410,319 km       |
| 4e         | Jean-Pierre Wimille     | Bugatti             | 4e   | Abd. | 7e   | 13              | 3 242,582 km       |
| 4e         | Jean Gaupillat          | Bugatti             | 4e   | Abd. | 7e   | 13              | 3 242,582 km       |
| 5e         | Tazio Nuvolari          | Alfa Romeo          | Abd. | 11e  | 2e   | 13              | 2 689,000 km       |
| 6e         | Achille Varzi           | Bugatti             | Abd. | 1er  | Abd. | 13              | 2 353,600 km       |
| 6e         | Louis Chiron            | Bugatti             | Abd. | 1er  | Abd. | 13              | 2 353,600 km       |
| 7e         | Boris Ivanowski         | Mercedes-Benz       | 5e   | Abd. | 5e   | 15              | 2 740,255 km       |
| 7e         | Henri Stoffel           | Mercedes-Benz       | 5e   | Abd. | 5e   | 15              | 2 740,255 km       |
| 8e         | William Grover-Williams | Bugatti             | Np.  | Abd. | 1er  | 14              | 2 137,524 km       |
| 8e         | Caberto Conelli         | Bugatti             | Np.  | Abd. | 1er  | 14              | 2 137,524 km       |
| 9e         | Tim Birkin              | Maserati/Alfa Romeo | Np.  | 4e   | 4e   | 16              | 2 425,763 km       |
| 10e        | Jean Pesato             | Alfa Romeo          | Np.  | 10e  | 6e   | 16              | 2 144,538 km       |
| 10e        | Pierre Félix            | Alfa Romeo          | Np.  | 10e  | 6e   | 16              | 2 144,538 km       |
| 11e        | Robert Sénéchal         | Delage              | 9e   | 5e   | Np.  | 17              | 1 952,535 km       |
| 11e        | « Fretet »              | Delage              | 9e   | 5e   | Np.  | 17              | 1 952,535 km       |
| 12e        | Clemente Biondetti      | Maserati            | Np.  | 3e   | Np.  | 19              | 1 187,535 km       |
| 12e        | Luigi Parenti           | Maserati            | Np.  | 3e   | Np.  | 19              | 1 187,535 km       |
| 13e        | Francesco Pirola        | Alfa Romeo          | 6e   | Np.  | Np.  | 20              | 1 300,000 km       |
| 13e        | Giovanni Lurani (en)    | Alfa Romeo          | 6e   | Np.  | Np.  | 20              | 1 300,000 km       |
| 14e        | Amadeo Ruggeri          | Talbot              | 7e   | Np.  | Np.  | 20              | 1 290,534 km       |
| 14e        | Renato Balestrero       | Talbot              | 7e   | Np.  | Np.  | 20              | 1 290,534 km       |
| 15e        | René Dreyfus            | Maserati            | Np.  | 8e   | Np.  | 20              | 1 108,279 km       |
| 16e        | Louis Rigal             | Peugeot             | Np.  | 9e   | Np.  | 20              | 1 070,508 km       |
| 16e        | René Ferrant            | Peugeot             | Np.  | 9e   | Np.  | 20              | 1 070,508 km       |
| 17e        | Francis Curzon          | Bugatti             | Np.  | 12e  | Np.  | 20              | 975,938 km         |
| 18e        | Umberto Klinger         | Maserati            | 8e   | Np.  | Np.  | 21              | 1 140,000 km       |
| 19e        | Roberto di Vecchio      | Talbot              | Abd. | Np.  | Np.  | 21              | 870,000 km         |
| 19e        | Gerolamo Ferrari        | Talbot              | Abd. | Np.  | Np.  | 21              | 870,000 km         |
| 20e        | Charles Montier         | Montier             | Np.  | Np.  | 8e   | 21              | 864,200 km         |
| 20e        | « Ducolombier »         | Montier             | Np.  | Np.  | 8e   | 21              | 864,200 km         |
| 21e        | François Montier        | Montier             | Np.  | Np.  | Abd. | 21              | 835,240 km         |
| 22e        | Emilio Eminente         | Bugatti             | Np.  | Abd. | Np.  | 21              | 741,887 km         |
| 22e        | Edmond Bourlier         | Bugatti             | Np.  | Abd. | Np.  | 21              | 741,887 km         |
| 23e        | Georges d'Arnoux        | Bugatti             | Np.  | Abd. | Np.  | 21              | 729,013 km         |
| 23e        | Max Fourny              | Bugatti             | Np.  | Abd. | Np.  | 21              | 729,013 km         |
| 24e        | Marcel Lehoux           | Bugatti             | Abd. | Abd. | Np.  | 21              | 678,288 km         |
| 24e        | Philippe Étancelin      | Bugatti             | Abd. | Abd. | Np.  | 21              | 678,288 km         |
| 25e        | Enzo Grimaldi           | Bugatti             | Np.  | Abd. | Np.  | 22              | 616,362 km         |
| 25e        | « Borgait »             | Bugatti             | Np.  | Abd. | Np.  | 22              | 616,362 km         |
| 26e        | Luigi Fagioli           | Maserati            | Np.  | Abd. | Np.  | 22              | 566,474 km         |
| 26e        | Ernesto Maserati        | Maserati            | Np.  | Abd. | Np.  | 22              | 566,474 km         |
| 27e        | Rudolf Caracciola       | Mercedes-Benz       | Np.  | Abd. | Np.  | 22              | 490,836 km         |
| 27e        | Otto Merz               | Mercedes-Benz       | Np.  | Abd. | Np.  | 22              | 490,836 km         |
| 28e        | William "Bummer" Scott  | Delage              | Np.  | Abd. | Np.  | 23              | 276,800 km         |
| 28e        | S. Armstrong-Payne      | Delage              | Np.  | Abd. | Np.  | 23              | 276,800 km         |
| 29e        | Alfredo Caniato         | Alfa Romeo          | Abd. | Np.  | Np.  | 23              | 150,000 km         |
| 29e        | « Tortini »             | Alfa Romeo          | Abd. | Np.  | Np.  | 23              | 150,000 km         |
| 30e        | Jack Dunfee             | Sunbeam             | Np.  | Abd. | Np.  | 23              | 0,000 km           |
| 30e        | « Appleyard »           | Sunbeam             | Np.  | Abd. | Np.  | 23              | 0,000 km           |
| Ex.        | Baconin Borzacchini     | Alfa Romeo          | Np.  | 2e   | 2e   | —               | —                  |
| Ex.        | George Eyston           | Maserati            | Np.  | 4e   | Np.  | —               | —                  |
| Ex.        | Pietro Ghersi           | Maserati            | 8e   | 8e   | Np.  | —               | —                  |
| Ex.        | Brian Lewis             | Bugatti/Alfa Romeo  | Np.  | 12e  | 4e   | —               | —                  |
| Ex.        | Attilio Marinoni        | Alfa Romeo          | Np.  | Np.  | Np.  | —               | —                  |
| Ex.        | Giovanni Minozzi        | Alfa Romeo          | Np.  | 11e  | 3e   | —               | —                  |
| Ex.        | Goffredo Zehender       | Alfa Romeo          | Np.  | 6e   | Abd. | —               | —                  |

Légende (1931 / 1935-1939)
- Vainqueur : 1 point
- Deuxième : 2 points
- Troisième : 3 points
- Quatrième ou complété à plus de 75 % : 4 points
- Complété entre 50 et 75 % : 5 points
- Complété 25 et 50 % : 6 points
- Complété à moins de 25 % : 7 points
- N'a pas participé (np) : 8 points
- Disqualifié (dsq) : 8 points
- En gras : pole position
- En italique : meilleur tour en course
- * : voiture partagée

Légende (1932)
- Vainqueur : 1 point
- Deuxième : 2 points
- Troisième : 3 points
- Quatrième : 4 points
- Cinquième : 5 points
- Autre partant : 6 points
- Disqualifié (dsq) : 6 points
- N'a pas participé (np) : 7 points
- En gras : pole position
- En italique : meilleur tour en course
- * : voiture partagée

- Les pilotes suivants ont été exclus pour ne pas avoir pris part à toutes les courses et pour avoir changé de copilote en cours de saison :
  - Baconin Borzacchini, copilote de Ferdinando Minoia au Grand Prix d'Italie n'ayant pas parcouru un seul tour en course, de Giuseppe Campari au Grand Prix de l'ACF et de Tazio Nuvolari au Grand Prix de Belgique est exclu.
  - George Eyston, copilote de Tim Birkin au Grand Prix de l'ACF, remplacé par Brian Lewis au Grand Prix de Belgique est exclu.
  - Pietro Ghersi, copilote d'Umberto Klinger au Grand Prix d'Italie et de René Dreyfus au Grand Prix de l'ACF est exclu.
  - Brian Lewis, copilote de Francis Curzon au Grand Prix de l'ACF et de Tim Birkin au Grand Prix de Belgique est exclu.
  - Attilio Marinoni, copilote de Giuseppe Campari au Grand Prix d'Italie n'ayant pas parcouru un seul tour en course ; il ne reçoit aucun point.
  - Giovanni Minozzi, copilote de Tazio Nuvolari au Grand Prix de l'ACF et de Ferdinando Minoia au Grand Prix de Belgique est exclu.
  - Goffredo Zehender, copilote de Ferdinando Minoia au Grand Prix de l'ACF et de Giuseppe Campari au Grand Prix de Belgique est exclu.
- Le duo Ivanowski/Stoffel est classé septième devant le duo Grover-Williams/Conelli pour avoir participé aux trois courses de la saison.